# 台南市公車廢線列表
本頁面列出歷年台南市公車已停駛、併入其他路線或改號的路線，因資料取得的問題，目前僅先列出自2003年台南客運全面停駛以來之資料。

## 歷史紀錄
- 2003年之前，台南市公車僅台南客運一家行駛，其倒閉時之經營路線全數同時廢線。
- 2010年12月25日臺南縣市合併改制為直轄市後，臺南市政府分2011年與2012年兩期，將原公路客運路線計79條，由興南客運、新營客運經營之路線變更為市區公車，並納入管理；故於2011年起，興南客運與新營客運之大部分路線即陸續編入台南市公車，惟路線維持原四碼之編號。
- 臺南市政府交通局自2013年3月1日起，至2013年12月，將2012年底前自興南客運、新營客運收編之路線改制為幹線公車，其路線編號全面重新改編，共有6條幹線公車，74條支線公車。

## 路線

### 停駛路線

#### 臺南客運全面停駛
在民眾自用車普及前，臺南市公車路網遠較現在密集。以下為1990年之臺南市公車路線，經營者俱為臺南客運、現已停用。
| 路線 | 起點       | 迄點         | 每日平均班次 | 每日運量 | 每班次平均運量 |
| ---- | ---------- | ------------ | ------------ | -------- | -------------- |
| 0    | 新興國宅   | 元寶樂園     | 25           | 285      | 11             |
| 1    | 第一分局   | 元寶樂園     | 27           | 486      | 18             |
| 2    | 安平工業區 | 崑山工專     | 182          | 4722     | 26             |
| 5    | 國際城     | 二空新城     | 65           | 897      | 14             |
| 6    | 新興國宅   | 元寶樂園     | 55           | 1348     | 25             |
| 7    | 安平工業區 | 農工新村     | 172          | 4070     | 24             |
| 10   | 德興路     | 實踐一村     | 66           | 1129     | 17             |
| 11   | 安平工業區 | 大同新村     | 158          | 3672     | 23             |
| 12   | 安平工業區 | 十二佃       | 95           | 1664     | 18             |
| 14   | 東門國宅   | 大鵬五村     | 103          | 1975     | 19             |
| 15   | 三鯤鯓     | 火車站       | 67           | 1357     | 20             |
| 17   | 竹篙厝     | 元寶樂園     | 129          | 2864     | 22             |
| 18   | 全福新城   | 元寶樂園     | 99           | 2854     | 29             |
| 19   | 美好社區   | 富農社區     | 35           | 387      | 11             |
| 20   | 新興國宅   | 慈光十三村   | 22           | 375      | 17             |
| 24   | 南萣橋南   | 合作大樓     | 154          | 4323     | 28             |
| 25   | 勞工中心   | 鹽行         | 11           | 2014     | 18             |
| 26   | 安平工業區 | 公親里       | 43           | 851      | 20             |
| 27   | 安平工業區 | 鹿耳門天后宮 | 86           | 1696     | 20             |
| 28   | 安平工業區 | 城西里       | 74           | 1205     | 16             |
| 29   | 管理中心   | 青草里       | 58           | 1198     | 21             |
| 33   | 下鯤鯓     | 安平         | 86           | 2193     | 26             |
| 34   | 火車站     | 安南總站     | 36           | 675      | 19             |
| 35   | 安平工業區 | 原佃里       | 18           | 263      | 15             |
| 36   | 逢甲醫院   | 市立醫院     | 38           | 454      | 12             |
| 37   | 安平工業區 | 和順國宅     | 65           | 1520     | 24             |
| 39   | 安平工業區 | 北屋新城     | 34           | 627      | 19             |
| 100  | 火車站     | 億載金城     | 35           | 767      | 22             |
| 101  | 安平工業區 | 克樺社區     | 17           | 195      | 12             |
| 102  | 安平工業區 | 逢甲醫院     | 18           | 118      | 7              |
| 105  | 市立醫院   | 國際城       | 56           | 956      | 17             |
| 106  | 火車站     | 安南總站     | 52           | 1194     | 23             |

#### 2003年後停駛
| 廢止前路線編號  | 廢止前營運區間                                     | 廢止前經營業者 | 廢止原因及備註                                       |
| --------------- | -------------------------------------------------- | -------------- | ---------------------------------------------------- |
| 12              | 海東國小－青草里                                   | 高雄客運       | 2004年5月3日起停駛。                                 |
| 17              | 安平原住民文化會館－興達港觀光魚市                 | 府城客運       | 2018年7月1日起停駛，改制為77-2路由四方客運營運。     |
| 61-1            | 新營－馬沙溝遊憩區－臺灣鹽博物館                   | 新營客運       | 2022年3月14日起停駛。                                |
| 66              | 新營－關子嶺－烏山頭－新營站                       | 新營客運       | 台灣好行烏山頭線，2017年1月1日起停駛。               |
| 77-1            | 安平漁人碼頭－安平漁人碼頭                         | 府城客運       | 安平環線假日公車，2022年12月31日起停駛。             |
| 77-2            | 安平漁人碼頭－興達港觀光魚市                       | 府城客運       | 2022年12月31日起停駛。                               |
| 88              | 臺南火車站（南站）－臺南火車站（南站）             | 府城客運       | 2025年1月1日起停駛。                                 |
| 99              | 臺南轉運站－七股鹽山                               | 府城客運       | 2025年1月1日起改號為98路。                           |
| 雙層巴士 東環線 | 臺南火車站（北站）－奇美博物館－臺南火車站（北站） | 府城客運       | 2019年11月1日起停駛。                                |
| 山博行假日公車  | 左鎮化石園區－南瀛天文園區                         | 興南客運       | 台灣好行山博行線，2024年5月1日起停駛。               |
| 綠10-1          | 新化－那拔林－左鎮化石園區                         | 興南客運       | 2021年5月1日起併入綠幹線區間車，2024年5月1日起停駛。 |
| 藍12            | 佳里－後港－青鯤鯓                                 | 興南客運       | 2022年3月31日起停駛。                                |
| 紅1-1           | 關廟轉運站－旺萊公園                               | 興南客運       | 2021年6月12日起停駛。                                |
| 紅3-1           | 保安轉運站－保安轉運站                             | 興南客運       | 都會公園藝文公車，2025年3月8日起停駛。               |
| H32             | 台南公園－高鐵台南站                               | 興南客運       | 2011年1月3日起停駛。                                 |
| H61             | 南科－高鐵台南站                                   | 興南客運       | 2011年1月3日起停駛。                                 |
| H62             | 奇美醫院－高鐵台南站                               | 興南客運       | 2023年7月1日起改號為62路。                           |

### 2013年幹線公車捷運化整併
| 廢止前路線編號 | 廢止前營運區間               | 廢止前經營業者 | 廢止原因及備註                                                             |
| -------------- | ---------------------------- | -------------- | -------------------------------------------------------------------------- |
| 7401           | 新營－林鳳營－六甲           | 新營客運       | 2013年7月1日改制為黃1線                                                    |
| 7402           | 新營－白沙屯                 | 新營客運       | 2013年7月1日改制為黃6線                                                    |
| 7403           | 新營－青山                   | 新營客運       | 2013年7月1日改制為黃7線                                                    |
| 7404           | 新營－關子嶺                 | 新營客運       | 2013年7月1日新營白河段併入黃幹線，其餘路段改為黃12線                       |
| 7405           | 新營－三層崎                 | 新營客運       | 2013年7月1日新營白河段併入黃幹線，其餘路段改制黃14線                       |
| 7406           | 新營－六重溪                 | 新營客運       | 2013年7月1日新營白河段併入黃幹線，其餘路段改制黃10線                       |
| 7407           | 新營－鹽水－義竹－朴子       | 新營客運       | 2021年3月25日改制為棕4線                                                   |
| 7408           | 新營－鹽水－義竹－好美里     | 新營客運       | 2021年3月25日改制為棕5線                                                   |
| 7409           | 新營－學甲－苓仔寮           | 新營客運       | 2013年5月1日改制為棕幹線                                                   |
| 7410           | 新營－鹽水－義竹－布袋       | 新營客運       | 2021年3月25日改制為棕6線                                                   |
| 7411           | 新營－林鳳營－六甲－王爺宮   | 新營客運       | 2013年7月1日改制為黃2線                                                    |
| 7412           | 新營－二重溪－六甲           | 新營客運       | 2013年7月1日改制為黃4線                                                    |
| 7413           | 新營－果毅後                 | 新營客運       | 2013年7月1日改制為黃3線                                                    |
| 7414           | 新營－詔安厝                 | 新營客運       | 2013年7月1日新營白河段併入黃幹線，其餘路段改制黃15線                       |
| 7415           | 白河－青山                   | 新營客運       | 2013年7月1日改制為黃11路                                                   |
| 7416           | 新營－南寮                   | 新營客運       | 2013年7月1日新營白河段併入黃幹線，其餘路段改制黃13線                       |
| 7417           | 新營－雙春                   | 新營客運       | 2013年5月1日改制為棕1線                                                    |
| 7419           | 學甲－麻豆                   | 新營客運       | 2013年5月1日改制為棕10線                                                   |
| 7420           | 學甲－頂洲                   | 新營客運       | 2013年5月1日改制為棕11線                                                   |
| 7422           | 新營－南港里                 | 新營客運       | 2013年5月1日改制為棕3線                                                    |
| 7423           | 新營－高鐵嘉義站             | 新營客運       | 2012年9月24日以7423公路客運名稱試營運，2013年9月24日正式改制為黃9線        |
| 7600           | 安平工業區－溪底寮－南鯤鯓   | 興南客運       | 2013年4月1日台南佳里段併入藍幹線，其餘路段改制藍2線                        |
| 7601           | 安平工業區－學甲             | 興南客運       | 2013年5月1日全線停駛，併入棕幹線                                           |
| 7602           | 安平工業區－西埔內－南鯤鯓   | 興南客運       | 2013年4月1日台南佳里段併入藍幹線，其餘路段改制藍1線                        |
| 7603           | 安平工業區－佳里             | 興南客運       | 2013年4月1日改制為藍幹線                                                   |
| 7605           | 安平工業區－曾文管理局       | 興南客運       | 2013年3月1日台南玉井段併入綠幹線，其餘路段改制綠24線                       |
| 7606           | 安平工業區－楠西             | 興南客運       | 2013年3月1日台南玉井段併入綠幹線，其餘路段改制綠20線                       |
| 7607           | 安平工業區－玉井             | 興南客運       | 2013年3月1日改制為綠幹線                                                   |
| 7608           | 安平工業區－永康－新化       | 興南客運       | 原於2013年3月1日入綠幹線，後於2013年3月11日復駛，再於2013年4月15日再度併入 |
| 7609           | 安平工業區－新化－山上       | 興南客運       | 2013年3月1日台南新化段併入綠幹線，其餘路段改制綠10線                       |
| 7610           | 安平工業區－南化             | 興南客運       | 2013年3月1日台南新化段併入綠幹線，其餘路段改制綠12線                       |
| 7611           | 安平工業區－大社             | 興南客運       | 2013年3月1日台南永康段併入綠幹線，其餘路段改制綠5線                        |
| 7612           | 安平工業區－岡林             | 興南客運       | 2013年3月1日台南新化段併入綠幹線，其餘路段改制綠13線                       |
| 7613           | 玉井－大埔                   | 興南客運       | 2013年3月1日改制為綠25線                                                   |
| 7615           | 玉井－香蕉山                 | 興南客運       | 2013年3月1日改制為綠22線                                                   |
| 7616           | 玉井－龜丹油礦               | 興南客運       | 2013年3月1日改制為綠21線                                                   |
| 7617           | 玉井－環湖                   | 興南客運       | 2013年6月1日改制為橘幹線                                                   |
| 7618           | 玉井－甲仙                   | 興南客運       | 2013年3月1日改制為綠26線                                                   |
| 7619           | 玉井－南化                   | 興南客運       | 2013年3月1日改制為綠27線                                                   |
| 7620           | 玉井－新市－善化             | 興南客運       | 2013年3月1日全線停駛，併入綠2線                                            |
| 7621           | 玉井－山上－善化             | 興南客運       | 2013年3月1日玉井豐德段併入綠幹線，其餘路段改制綠11線                       |
| 7622           | 佳里－蘆竹溝                 | 興南客運       | 2013年4月1日改制為藍3線                                                    |
| 7623           | 佳里－城子內－青鯤鯓         | 興南客運       | 2013年4月1日改制為藍11線                                                   |
| 7625           | 佳里－港東村－青鯤鯓         | 興南客運       | 2013年4月1日改制為藍12線                                                   |
| 7626           | 佳里－台區－青鯤鯓           | 興南客運       | 2013年4月1日改制為藍20線                                                   |
| 7627           | 佳里－義合－九塊厝           | 興南客運       | 2013年4月1日改制為藍21線                                                   |
| 7628           | 佳里－七十二份－九塊厝       | 興南客運       | 2013年4月1日改制為藍22線                                                   |
| 7629           | 佳里－紅毛厝－新營           | 興南客運       | 2013年7月1日佳里下營段併入黃幹線，其餘路段改制為黃5線                      |
| 7630           | 佳里－麻豆－新營             | 興南客運       | 2013年7月1日龜仔港新營段併入黃幹線，其餘路段改制為黃20線                   |
| 7631           | 臺南－新營                   | 興南客運       | 2013年3月1日全線停駛，併入綠1線                                            |
| 7632           | 安平工業區－土城子－九塊厝   | 興南客運       | 2013年4月1日改制為藍23線                                                   |
| 7633           | 安平工業區－青草里           | 興南客運       | 2013年4月1日改制為藍24線                                                   |
| 7635           | 安平工業區－土城子           | 興南客運       | 2013年4月1日併入藍23、藍24、藍25線                                         |
| 7636           | 安平工業區－西港－麻豆       | 興南客運       | 2013年6月1日全線停駛，改制為橘12線                                         |
| 7637           | 安平工業區－環湖             | 興南客運       | 2013年6月1日台南善化段停駛，其餘改制為橘2、橘20線                          |
| 7638           | 安平工業區－下營             | 興南客運       | 2013年6月1日台南和順段停駛，其餘改制為橘11線                               |
| 7639           | 安平工業區－新生街－麻豆     | 興南客運       | 2013年6月1日全線停駛，改制為橘4線                                          |
| 7640           | 安平工業區－真理大學         | 興南客運       | 2013年6月1日台南麻豆段停駛，其餘改制為橘10線                               |
| 7641           | 安平工業區－善化             | 興南客運       | 2013年6月1日台南和順段停駛，其餘改制為橘3線                                |
| 7642           | 安平工業區－善化－山上       | 興南客運       | 2013年3月1日台南新市段停駛，其餘改制為綠2線                                |
| 7643           | 安平工業區－善化－麻豆       | 興南客運       | 2013年3月1日台南新市段停駛，其餘改制為綠1線                                |
| 7645           | 新化－潭頂－大社             | 興南客運       | 2013年3月1日改制為綠6線                                                    |
| 7646           | 新化－大營－大社             | 興南客運       | 2013年3月1日改制為綠7線                                                    |
| 7648           | 新化－九層嶺                 | 興南客運       | 2013年3月1日改制為綠14線                                                   |
| 7649           | 新化－關廟                   | 興南客運       | 2013年3月1日改制為綠16線                                                   |
| 7650           | 新市火車站－新化             | 興南客運       | 2013年3月1日改制為綠4線                                                    |
| 7651           | 關廟－奇美醫院               | 興南客運       | 2013年8月1日改制為紅10線                                                   |
| 7652           | 新市火車站－關廟             | 興南客運       | 2013年3月1日新化關廟段停駛，其餘改制為綠3線                                |
| 7653           | 安平工業區－太子廟－關廟     | 興南客運       | 2013年8月1日改制為紅1線                                                    |
| 7655           | 安平工業區－後壁厝－長榮大學 | 興南客運       | 2013年8月1日改制為紅4線                                                    |
| 7656           | 安平工業區－六甲             | 興南客運       | 2013年6月1日台南善化段停駛，其餘改制為橘5線                                |
| 7657           | 安平工業區-大灣-新化         | 興南客運       | 2013年12月1日改制為綠17線                                                  |
| 7658           | 安平工業區－車路墘－歸仁     | 興南客運       | 2013年8月1日改制為紅3、紅14線                                              |
| 7659           | 安平工業區－關廟－龍崎工業區 | 興南客運       | 2013年8月1日台南關廟段併入紅幹線，其餘改制為紅11、紅12線                   |
| 7660           | 安平工業區－關廟－阿蓮       | 興南客運       | 2013年8月1日台南關廟段併入紅幹線，其餘改制為紅13線                         |
| 7661           | 安平工業區－仁德－關廟       | 興南客運       | 2013年8月1日改制為紅幹線                                                   |
| 7662           | 安平工業區－新市街－大內     | 興南客運       | 2013年6月1日台南善化段停駛，其餘改制為橘1線                                |
| 7663           | 安平工業區－馬沙溝           | 興南客運       | 2013年4月1日台南佳里段併入藍幹線，其餘改制為藍10線                         |
| 7665           | 玉井－雙溪新社區             | 興南客運       | 2013年3月1日改制為綠23線                                                   |
| 7666           | 佳里－西寮                   | 興南客運       | 2013年4月1日改制為藍13線                                                   |
| 7667           | 安平工業區－土城子－南鯤鯓   | 興南客運       | 2013年4月1日全線停駛，改制為藍25線                                         |
| 7668           | 新化－五甲勢                 | 興南客運       | 2013年3月1日改制為綠15線                                                   |
| 7669           | 安平工業區－上崙子－關廟     | 興南客運       | 2013年8月1日改制為紅2線                                                    |

### 業者交接
- 2013年6月20日，原高雄客運之0左、0右、15路等三條路線移交至府城客運經營。
- 2013年12月1日，原高雄客運之1路、2路、3路、5路、6路、7路、9路、10路、11路、14路、18路、88路、99路等路線移交至府城客運經營。
- 2019年1月18日，原興南客運之綠20-1路線移交至台一大車隊經營。
- 2019年1月18日，原新營客運之黃14-1路線移交至台一大車隊經營。
- 2019年7月1日，原四方客運之77-1路、77-2路路線移交至府城客運經營。
- 2020年5月22日，原新營客運之黃10-1、黃12-1路線移交至皇冠交通（中華衛星大車隊）經營。
- 2020年5月28日，原興南客運之紅12路線移交至皇冠交通（中華衛星大車隊）經營。
- 2022年6月1日，原興南客運之綠21路線移交至台一大車隊經營。
- 2022年9月23日，原四方客運之77路路線移交至府城客運經營。
- 2023年4月10日，原府城客運之77路路線移交至漢程客運經營。
- 2023年8月15日，原興南客運之H31路線移交至漢程客運經營。
- 2024年10月23日，原新營客運之棕3-1路線移交至台一大車隊經營。
- 2024年11月11日，原興南客運之橘10-1路線移交至皇冠交通（中華衛星大車隊）經營。
- 2024年12月9日，原興南客運之藍25路線移交至皇冠交通（中華衛星大車隊）經營。
- 2024年12月23日，原府城客運之19路路線移交至巨業交通經營。
- 2025年1月3日，原府城客運之9路路線移交至統聯客運經營。
- 2025年1月15日，原漢程客運之77路路線移交至巨業交通經營。
- 2025年4月16日，原府城客運之6路路線移交至統聯客運經營。
- 2025年4月30日，原府城客運之15路路線移交至巨業交通經營。
- 2025年7月1日，原府城客運之10路路線移交至統聯客運經營。
- 2025年7月23日，原府城客運之20路路線移交至巨業交通經營。
- 2025年8月21日，原府城客運之0左、0右等路線移交至統聯客運經營。

## 相關
- 大台南公車
- 台南客運
- 新營客運
- 興南客運
- 高雄客運
- 府城客運
- 四方客運

## 參閱
- 大台南公車路線列表
- 臺灣客運廢線列表